# (34180) Jessicayoung
2000 QP42 (asteroide 34180) é um asteroide da cintura principal. Possui uma excentricidade de 0.03411440 e uma inclinação de 1.21625º.
Este asteroide foi descoberto no dia 24 de agosto de 2000 por LINEAR em Socorro.